# 岩雲花香
岩雲 花香（いわくも はなか、1792年（寛政4年3月11日） - 1869年（明治2年）4月25日）は、江戸時代後期の国学者。歌人。阿波国出身。

## 生涯
1792年（寛政4年3月11日）に阿波国（現在の徳島県阿波市阿波町岩津）で生まれる。17才のときの母の死を機に全国を周遊し、多くの国学者や歌人を歴訪した。1830年（文政13年9月21日）には江戸で平田篤胤に入門した。篤胤のもとでは神代文字について研究し、尊王攘夷を主張した。
1853年（嘉永5年11月）の新嘗祭の夜半、姉小路家の案内で孝明天皇に拝謁した。著書に「西拝師県旧跡禄」、「詞つかひ合鏡」（柳沢信郷と共著）、「やをかの日記」、歌集「花鏡」などがある。1862年（文久2年）、生まれ故郷である阿波市阿波町岩津（岩津橋付近）に神代文字の歌碑を建てた。神代文字の歌碑は全国で唯一である。門徒に尾形長栄、二宮将胤、野口多三郎などがいる。
1869年（明治2年）4月25日、没する。享年78歳。